# Faster Pussycat (альбом)
Faster Pussycat — дебютный студийный альбом американской слиз-рок-группы Faster Pussycat, выпущенный 7 июля 1987 года на Elektra Records. Альбом достиг 97-й позиции в чарте Billboard 200 и продержался в нём 35 недель. Песни «Bathroom Wall», «Don’t Change That Song» и «Babylon» были выпущены в качестве синглов, а на две первые были сняты клипы, получившие ротацию на телевидении.

## Обзор
Альбом является примером раннего слиз-рока — смеси хард-рока с панк-роком, обращённой к более мрачным, «грязным» и приземлённым темам чем популярный в то время глэм-метал. В отличие, от большинства других глэм-групп, старавшихся уплотнить своё звучание, Faster Pussycat отличались более развязным стилем, который подчёркивал своеобразный мяукающий вокал Тэйма Дауна. Все десять песен альбома выполнены в юмористическом ключе и рассказывают о восприятии участниками группы жизни на «дне» Лос-Анджелеса. В «Bathroom Wall» говорится о том, как вокалист набрал номер секса по-телефону, написанный на кабинке общественного туалета, в «Smash Alley» и «City Has No Heart» об опасностях, подстерегающих в подворотнях Лос-Анджелеса, «Ship Rolls In» о поиске еды и одежды на помойках в богатых кварталах, «Bottle in Front of Me» об алкоголизме и его последствиях.
Клип на «Bathroom Wall» представлял собой исполнение песни в просторном помещении, перемежающееся с кадрами бродящей по Лос-Анджелесу группы, и сидящим в ванной Тэйми Дауном к которому в итоге присоединяются Грег Стил, Эрик Стэйси и три девушки. Для раскрутки песни на радио, был выпущен двенадцатидюймовый промосингл с двумя версиями песни.
Клип на «Don’t Change That Song» представлял собой выступление группы в голливудском клубе Cathouse, совладельцем которого являлся вокалист Тэйми Даун, на фоне кадров из фильма Расса Мейера Быстрее, киска! Мочи! Мочи!, в честь которого и назвалась группа. Клип был снят самим Мейером и стал его режиссёрским дебютом в области музыкальных клипов. На обратную сторону сингла «Don't Change That Song» была помещена песня «Cathouse», посвящённая одновременно борделям (которые на американском сленге так и называются) и клубу Cathouse.
«Babylon» является самой необычной песней с альбома, представляя собой несерьёзную композицию в стиле Beastie Boys с обильным использованием семплов слова «Pussycat», произнесённого Дауном, и выкрикнутого остальными участниками группы «Shut up». Скрэтчинг на песне исполнил совладелец клуба Cathouse, а в будущем ви-джей программы Headbangers Ball, Рики Рахтмен, а в качестве приглашённого гитариста принял участие Митч Перри. Би-сайдом к синглу стала песня «Smash Alley». Хотя на «Babylon» и не было снято видео, она является одной из любимых песен у фанатов группы. А в 1998 году шведская глэм-панк-группа Backyard Babies записала кавер-версию песни для обратной стороны сингла «(Is It) Still Alright to Smile?», в 1999 году они переиздали «Babylon» в качестве самостоятельного сингла.
В поддержку альбома группа отправилась в тур по США, выступая вместе с Элисом Купером, Дэвидом Ли Ротом и Motörhead, а также в европейский тур на разогреве у Guns N’ Roses
В 1988 году группа была показана в документальном фильме о лос-анджелесской глэм-сцене 1986-88 годов The Decline of Western Civilization Part II: The Metal Years, в котором дала интервью и исполнила песни «Cathouse» и «Bathroom Wall».
К 257 выпуску британского журнала Kerrang!, вышедшему в сентябре 1989 года, прилагался бесплатный flexi-диск с концертной записью «Cathouse» и песней «Touch 'N' Go» другой американской группы Femme Fatale.

## Список композиций
1. «Don't Change That Song» (Грег Стил, Тэйми Даун) — 3:40
2. «Bathroom Wall» (Даун) — 3:40
3. «No Room for Emotion» (Брет Маскат, Даун) — 3:56
4. «Cathouse» (Даун) — 3:42
5. «Babylon» (Даун, Стил) — 3:14
6. «Smash Alley» (Даун, Маскат) — 3:28
7. «Shooting You Down» (Даун) — 3:46
8. «City Has No Heart» (Даун, Маскат) — 4:19
9. «Ship Rolls In» (Даун, Стил) — 3:26
10. «Bottle in Front of Me» (Маскат, Даун) — 3:02

## Участники записи
- Тэйми Даун — вокал
- Грег Стил — гитара, бэк-вокал
- Брет Маскат — гитара, бэк-вокал
- Эрик Стэйси — бас-гитара, бэк-вокал
- Марк Майклс — ударные

Другие музыканты
- Грег Дарлин — фортепиано, бэк-вокал[1]
- Рики Рахтмен — скретчинг на «Babylon»
- Митч Перри — гитара на «Babylon»

Производство
- Рик Брауд — продюсер
- Тим Бомба — инженер звукозаписи
- Крис Стейнметц — ассистент инженера
- Сэкол Боболтс — дизайн
- Джей Дэвид Бачсбаум — фотографии